# Weißschwanz-Stülpnasenotter
Die Weißschwanz-Stülpnasenotter (Porthidium porrasi), auch als Weißschwanz-Stülpnasenlanzenotter bezeichnet, ist eine Grubenotter aus der Gattung der Hakennasen-Lanzenottern (Porthidium). Die Art wurde 2003 beschrieben und vormals als isoliertes Vorkommen von Porthidium nasutum betrachtet. Das Epitheton ehrt den costa-ricanischen Herpetologen Louis W. Porras, der als erster die systematische Stellung der auf der Osa-Halbinsel lebenden Porthidium-Populationen erkannte.

## Merkmale
Die Weißschwanz-Stülpnasenotter ist eine kleine bis mittelgroße Viper mit leicht gedrungenem Körperbau. Männchen erreichen bis 37 Zentimeter Gesamtlänge. Weibchen sind massiger und werden mit bis zu 50 Zentimetern größer. Der Kopf ist bei Aufsicht dreieckig und deutlich vom Hals abgesetzt. Die Schnauzenspitze ist aufgeworfen und weist einen fleischigen Vorsprung auf. Die Kopfoberseite ist bedeckt mit zahlreichen gekielten, asymmetrisch angeordneten Schuppen. Zwischen Augen und Nasenloch befindet sich ein, für Grubenottern typisches, Grubenorgan zur Wahrnehmung von Wärmestrahlung.
Der Kopf ist oberseits orange, rötlich, rostfarben oder grau gefärbt. Unterhalb des Auges bedeckt ein dunkleres, bräunliches Band die Schilde der Oberlippe; dieses kann oberseits durch einen schmalen hellen Streifen begrenzt werden. Auf dem Körper zeigen sich dorsal dunkle Flecken, die häufig gegenüberliegend angeordnet sind und durch eine dünne, helle Linie entlang der Rückenmitte getrennt sind. Die Grundfarbe des Körpers ist variabel, zumeist bräunlich, orange, rötlich-braun oder grau. Der Schwanz ist nicht als Greiforgan ausgebildet. Die Schwanzspitze ist sowohl bei Jungtieren als auch bei adulten Exemplaren hell (weiß oder cremefarben). Hierdurch grenzt sich Porthidium porrasi von anderen Porthidium-Arten Costa Ricas ab, bei denen die helle Färbung der Schwanzspitze mit dem Heranwachsen verloren geht. Der Giftapparat besteht aus modifizierten Speicheldrüsen (Giftdrüsen), die über einen Giftkanal mit hohlen, einklappbaren Fangzähnen im vorderen Oberkiefer verbunden sind (solenoglyphe Zahnstellung). Es sind 23 bis 27 Reihen gekielter Rückenschuppen um die Körpermitte, 136 bis 141 Ventralia (Bauchschilder) und 25 bis 35 nicht geteilte Subcaudalia (Unterschwanzschilder) vorhanden. Das Scutum anale ist ungeteilt.

## Lebensweise
Porthidium porrasi führt eine bodenbewohnende, weitgehend nachtaktive Lebensweise und hält sich in der Laubstreu des Regenwaldes auf. Zum Beutespektrum der Art gehören Eidechsen, Frösche und kleine Säugetiere. Die Beute wird durch einen Giftbiss immobilisiert und nach dem Fang festgehalten, bis die Giftwirkung einsetzt. Bei Jungschlangen wurde „caudal luring“ beobachtet (Anlocken von Beute durch Präsentieren und Bewegen der hellen Schwanzspitze). Die Fortpflanzung erfolgt durch Ovoviviparie, also ei-lebendgebärend. Die Geburt der Jungschlangen fällt mit dem Ende der Trockenzeit oder dem Anfang der Regenzeit (März bis Juni) zusammen. Wurfgrößen von neun Jungtieren wurden dokumentiert.

## Vorkommen
Porthidium porrasi kommt endemisch in Costa Rica vor (Península de Osa und Golfo Dulce Region). Die Höhenlage der besiedelten Habitate reicht von Meereshöhe bis zu 200 Metern. Diese Art bewohnt feuchte Tieflandwälder, wobei Primärwäldern der Vorzug gegeben wird. IUCN Red List bewertet den Gesamtbestand als nicht gefährdet und die Populationen als stabil.
Als Typuslokalität wird Bahía Drake (Península de Osa, Puntarenas Province) angegeben.